# موریس (آلاباما)
موریس (به انگلیسی: Morris) شهری در شهرستان جفرسون ایالت آلاباما است که مساحت آن ۷٫۸۷ کیلومتر مربع است و در سرشماری سال ۲۰۱۰ میلادی، ۱٬۸۵۹ نفر جمعیت داشته و تراکم جمعیتی آن، ۲۳۶٫۲۱ نفر در هر کیلومتر مربع بوده است.